# Román Lozinski
Román Eduardo Łoziński (Caracas, Venezuela, 7 de octubre de 1971) es un periodista, locutor y narrador de noticias venezolano.

## Biografía

### Antecedentes
Román, nació el 7 de octubre de 1971; en la Policlínica Las Mercedes de Caracas. Es hijo del  alemán, Román Adam Lozinski Horoczkiewicz (1943) y de la española, María de los Dolores Valle Berbes (1950). Sus abuelos paternos, eran polacos; que emigraron a Alemania y escaparon de allí a Venezuela, durante la Segunda Guerra Mundial y sus abuelos maternos, también escaparon de Asturias; durante la guerra civil española. Ambas familias, se encontrarían en Venezuela; durante la gran inmigración en el curso de la guerra, donde al cabo de los años; su padre, terminaría siendo campeón de bolas criollas y dominó, en el Centro Asturiano de Caracas. Tiene un medio hermano: Ricardo Rincón (1993). Cursó todos sus estudios en el colegio San Ignacio. Estudió publicidad en el Instituto Universitario Nuevas Profesiones y comunicación social en la Universidad Católica Santa Rosa.

### Carrera Profesional
Lozinski, empezó trabajando en el circuito La Mega en 1992; como asistente de producción en el programa Cualquier cosa, conducido por Eli Bravo. También, tuvo su primer programa de radio; La Lonchera de La Mega, con Marian Rieber; que luego condujo con Camila Canabal. Mientras seguía haciendo radio, Lozinski realizó varios comerciales de televisión y llegó a ser conductor en 2005 de Zona Otaku, un programa infantil de Televen; todas las tardes de lunes a viernes, sin guion y rodeado de niños. Lozinski, aparece por primera vez en Globovisión en Es noticia; luego pasa a Es noticia en la web y finalmente, integra el Noticiario Estelar de la noche en 2009; junto a la periodista Gladys Rodríguez. Fue en ese canal, donde terminará consolidando su imagen pública; hasta su renuncia en 2013, con el cambio en la línea editorial de la empresa. En enero de ese año, se despide de la emisora Actualidad; para formar parte de la programación de otra de las estaciones del circuito Unión Radio, Éxitos.
Román Lozinski, continúa ejerciendo su labor periodística en Éxitos y Unión Radio y desde noviembre de 2016, forma parte de IVC, conduciendo el programa Intermedio.
Tiene una sólida imagen publicitaria, con base en la credibilidad alcanzada en 25 años de carrera en radio y más de 10 en televisión.

### Vida Personal
En 2005, Lozinski se casó con su colega periodista Anna Vacarella. La pareja tuvo dificultades para concebir pero tras siete tratamientos de fecundación ''in vitro'', nacieron sus gemelas; Isabella y Sofía, el 6 de mayo de 2011. Se separaron en febrero de 2019.
Desde finales de 2018, está en una relación con la también periodista; Gauddy Alejandrina Velásquez Salcedo (1981), con quien se comprometió en matrimonio el 23 de agosto de 2019; en Barcelona. El 21 de enero de 2022, anunciaron que estaban esperando un varón. El 30 de junio, nació Román Ignacio; quien fue bautizado el 3 de marzo de 2023, por Baltazar Porras.